# Sopra Group (ORMA)
Sopra Group est un voilier trimaran destiné à la course au large ; il fait partie de la catégorie ORMA. Il est mis à l'eau en 2002 pour être skippé par Philippe Monnet. Le bateau tire son nom de son sponsor, la société Sopra Group.

## Aspects techniques
Sa grand-voile est dotée d'une surface de 169 m2, son génois de 117 m2 et son gennaker de 230 m2.

## Histoire en course
Fin 2005, Antoine Koch remplace Philippe Monet à la barre du trimaran,.
L'année suivante, avec Koch à son bord, il termine la Route du Rhum à la neuvième place dans la catégorie ORMA,.

## Épilogue
En 2009, alors que le circuit de l'Ocean Racing Multihull Association (ORMA) disparaît peu à peu, Antoine Koch est appelé par Sopra Group pour effectuer à son bord un certain nombre de sorties en mer, pour des salariés du groupe.
En 2010, il est rénové par Bernard Gallay Yacht Brokerage qui propose le trimaran à la location pour diverses sorties en mer méditerranée,.
En 2013, il est à nouveau rénové et appartient désormais à Grand Large Emotion qui le renomme Emotion,.